# Johannes Rauschenbach sen.
Johannes Rauschenbach-Vogel (* 27. Januar 1815 in Schaffhausen; † 10. März 1881 ebenda) war ein Schweizer Industrieller und Retter der bekannten Uhrenmanufaktur IWC (International Watch Company) in Schaffhausen.

## Beruflicher Werdegang
Nach seiner Mechaniker-Ausbildung in Zürich, Bern und Dijon gründete Johannes Rauschenbach 1842 eine eigene mechanische Werkstatt in seiner Heimatstadt Schaffhausen. Mit der Fabrikation landwirtschaftlicher Geräte (v. a. Dreschmaschinen) wurde er zu einem der führenden Betriebe in Kontinentaleuropa. Heute ist die Firma Rauschenbach ein Teil des weltweit tätigen Industriekonzerns Georg Fischer.
Grosse Bedeutung bekam Johannes Rauschenbach als damals reichster Bürger seiner Stadt auch, als er 1879 die konkursite Uhrenmanufaktur IWC kaufte. Das weltweit bekannte Luxusunternehmen gäbe es ohne ihn und seine Nachkommen, die es wieder zur Blüte brachten, heute nicht mehr.

## Gremien
Johannes Rauschenbach war auch politisch tätig, u. a. als Mitglied des Grossstadtrats (1858–1881), des Kantonsrats (1878–1880) und des Verfassungsrats (1873–1876). Zudem war er Initiant des 1881 gegründeten Gewerbeverbandes.

## Archive
- Stadtarchiv Schaffhausen